# Friedrich von Mellenthin
Friedrich Wilhelm von Mellenthin (nascut el 30 d'agost de 1904 a Breslau, mort el 28 de juny de 1997 a Johannesburg) va ser un general alemany, home de negocis i autor.

## Biografia
Provenia de l'antiga família noble de Pomerània von Mellenthin i va créixer a les finques familiars Mellenthin i Lienichen. Com el seu pare Paul von Mellenthin (1866-1918), que va morir com a tinent coronel durant l'última ofensiva al front occidental prop de Tournai, i el seu germà gran Horst, que va ascendir al grau de general d'artilleria a la Wehrmacht, es va embarcar en la carrera d'oficial.
Durant la Segona Guerra Mundial va servir, entre altres coses, com a Tercer Oficial d'Estat Major (Ic) a l'estat major d'Erwin Rommel a Àfrica, més tard com a Cap d'Estat Major del XXXXVIII Cos Panzer i 4t Exèrcit Panzer al front oriental i al Grup d'exèrcits G al front occidental, cadascun sota el comandament d'Hermann Balck. Durant un temps va dirigir la 9a Divisió Panzer i va ser ascendit a general el 1944. El seu darrer càrrec va ser el de Cap d'Estat Major del 5è Exèrcit Panzer, que va caure a la bossa del Ruhr l'abril de 1945.
Després del seu alliberament de la captivitat, von Mellenthin va emigrar a Sud-àfrica, on es va casar i va fundar Trek Airways. El 1961 va esdevenir director regional de Deutsche Lufthansa per a Àfrica. El 1969 es va jubilar.
A Sud-àfrica, Mellenthin va arribar a la conclusió l'any 1960 que a partir d'ara Occident només podia confiar en els règims d'apartheid de Sud-àfrica (amb el 'Àfrica del Sud-oest) i Rhodèsia del Sud i de les colònies encara no independents de Portugal, membre de l'OTAN. (Moçambic i Angola), mentre que els estats africans recentment sorgits eren potencialment inestables. Per tant, en un estudi polític-militar, va suggerir la fundació d'una Organització del Tractat d'Àfrica Austral (SATO) com a extensió sud de l'OTAN i l'establiment d'unitats de comandament que estiguessin sempre disposades a intervenir.
Mellenthin és autor de diversos escrits històrics i teòrics militars i d'una autobiografia. El seu llibre de 1963 Panzerschlachten va ser traduït a diversos idiomes. L'any 1969 el president federal alemany li va concedir l'Orde al Mèrit de la República Federal Alemanya.